# نيك سالازار
نيك سالازار (بالإنجليزية: Nick L. Salazar)‏ هو سياسي أمريكي، ولد في 18 أبريل 1929 في الولايات المتحدة. حزبياً، نشط في الحزب الديمقراطي. وقد انتخب عضو مجلس نواب نيومكسيكو.